# Академгородок
Академгородок (рус. Академгородо́к) је део Новосибирска. Образовно је и научно средиште Сибира. Налази се усред шума бирц и пине, на обалама реке Оба односно Обскога мора. Број становника: око 100.000
У Академгородоку је Новосибирски државни универзитет, 35 истраживачких института, пољопривредна академија, медицинска академија, апартманско насеље, разнолики објекти попут продавница, хотела, болница, ресторана и кафића, биоскопа, клубова и књижара.
Дом научника (Дом Учјоних), друштвено средиште Академгородока, садржи књижару са преко 100.000 наслова - руски класици, савремена литература, а такође и бројни амерички, британски, француски, немачки, пољски наслови и часописи. У Дому научника је и галерија слика, предаваонице и концертна дворана.
Град, чије име у преводу би било Академски Град, је основан 1950-их од стране Совјетске академије наука. Академик Михаил Алексејевич Лаврентјев, познати физичар и математичар, први председник сибирског одељења Совјетске академије наука је играо велику улогу у утемељењу Академгородока. На свом врхунцу, Академгородок је био дом за 65.000 научника и њихових породица и био је повлашћено подручје за живот, јер је имао добро снабдевене продавнице и "даче" (совјетске виле).